# Зджислав Любомирський
Зджислав Любомирський (Zdzisław Lubomirski; 4 квітня 1865 — 31 липня 1943, Мала Весь) — князь гербу Шренява без хреста,
юрист, політик і громадський діяч, 23-й мер Варшави, член Регентської ради Королівства Польського, сенатор, князь, власник маєтків у Малій Весі. Відіграв видатну роль за часів Королівства Польського (1917-1919).

## Життєпис
Представник польсько-українського княжого роду Любомирських герба «Шренява без хреста», що були спадкоємцями українського княжого роду Вишневецьких. Старший син князя Івана Тадеуша Любомирського (1826—1908) та графині Марії Замойської (1841—1922).
Батьки відправили його на навчання австро-угорської Галичини, де він перебував у школі Святої Анни у Кракові. У 1883-1887 роках вивчав право в Ягеллонському університеті та Грацькому університеті.
На початку XX століття князь Зджислав Любомирський став відомим громадським діячем у Царстві Польському завдяки своїй благодійній діяльності. 1904 року він став заступником голови Варшавського товариства благодійності та куратором Офтальмологічного інституту у Варшаві, який протягом декількох поколінь підтримували представники роду Любомирських. Там же було організовано безкоштовне лікування зору для бідних.
5 листопада 1916 року німецький і австро-угорський імператори видали полякам прокламацію, відому як Акт 5 листопада, яка передбачала створення незалежного Польського Королівства. 
За активної участі З. Любомирського була створена Регентська рада Королівства Польського у складі князя Зджислава Любомирського, архієпископа Варшавського Олександра Каковського та магната і землевласника Йосипа Островського, що розпочала роботу 27 жовтня 1917 року в Королівському замку у Варшаві. Найенергійнішим був князь З. Любомирський. Рада сформувала уряд і почала створювати місцеві польські адміністрації. Хоча регенти керували державою без кордонів і міжнародної легітимності, вони прагнули якнайбільшого суверенітету. Досягнення Ради були дуже великі, бо вони створили підвалини, на яких базувався лад ІІ Речі Посполитої. Зджислав Любомирський методично реалізовував власні пропозиції щодо повернення політичної свободи та розбудови економічної незалежності країни, які раніше чудово спрацювали у Варшаві. Був одним з претендентів на трон у Королівстві Польському.
Після травневого перевороту Зджислав Любомирський знову пішов у політику. Він прийняв сан сенатора, завдяки якому міг використовувати свої міжнародні контакти та активно залучатись у законотворчий процес.
У 1928–1935 роках Зджислав Любомирський був сенатором від обраного у Варшаві Безпартійного блоку за співпрацю з урядом. У наступний термін (1935–1938) займав цю посаду за поданням президента. У 1928-1930 роках був головою двох комітетів Сенату - закордонних справ і військового. Наступного терміну він очолював комітет у закордонних справах. Він часто брав участь у міжнародних роботах і зустрічах.
10 листопада 1942 р. заарештований гестапо за самостійницьку діяльність. Два місяці його тримали у в'язниці без пред'явлення звинувачення. Згодом його звільнили, але здоров'я було підірвано і він уже не міг оговтатися. Від отриманих ушкоджень помер 31 липня 1943 р. у своєму домі в Малій Весі.

## Родина
У 1893 році одружився з графинею Марією Браницькою, дочкою Володислава Михайла Браницького (1848—1914) та Юлії Потоцької (1854—1921). Жили у палаці у Фраскаті (тоді це була приміська резиденція) та у своєму маєтку в Малій Весі біля Груйця. Любомирські проводили тут свій вільний час із родиною. 
У них із дружиною було троє дітей: Дорота,
- Юлія Марія (2 липня 1894— 12 грудня 1982), дружина (з 1922 р.): Тадеуша Леона Моравського (1893—1974)
- Єжи Олександр (9 грудня 1896 — 21 травня 1943), одружений (з 1931 р.) на Джульєті Рембелинській (1890—1988).

Його онуками були Казимир Моравський і Зджислав Моравський.